# Hildenborough
Hildenborough är en ort och civil parish i grevskapet Kent i sydöstra England. Orten ligger i distriktet Tonbridge and Malling, strax nordväst om Tonbridge. Tätorten (built-up area) hade 4 944 invånare vid folkräkningen år 2021.